# Семёновская волость (Егорьевский уезд)
Семёновская волость — волость в составе Егорьевского уезда Рязанской губернии, существовавшая до 1922 года.

## История
Семеновская волость существовала в составе Егорьевского уезда Рязанской губернии. Административным центром волости была деревня Семеновская. В 1922 году Егорьевский уезд был включен в состав Московской губернии.
22 июня 1922 года волость была упразднена, селения волости присоединены к Лузгаринской волости.

## Состав
На 1885 год в состав Семёновской волости входило 2 села и 13 деревень.
| Вид     | Наименование | Население, чел. (1885 год) | Население, чел. (1905 год) |
| ------- | ------------ | -------------------------- | -------------------------- |
| деревня | Семёновская  | 577                        | 737                        |
| деревня | Левинская    | 180                        | 227                        |
| деревня | Лешина       | 60                         | 78                         |
| деревня | Кузнецы      | 359                        | 537                        |
| деревня | Фединская    | 75                         | 102                        |
| деревня | Минино       | 271                        | 347                        |
| деревня | Сидоровская  | 204                        | 228                        |
| деревня | Маланьинская | 548                        | 667                        |
| деревня | Пожога       | 238                        | 339                        |
| деревня | Митинская    | 321                        | 438                        |
| деревня | Починок      | 154                        | 207                        |
| деревня | Стенинская   | 134                        | 200                        |
| деревня | Ивановская   | 548                        | 641                        |
| село    | Вышелес      | 31                         | 28                         |
| село    | Дуброво      | 17                         | 16                         |

## Землевладение
Население составляли 14 сельских общин — все бывшие помещичьи крестьяне. Все общины имели общинную форму землевладения. 2 общины делили землю по ревизским душам, остальные по работникам. Луга в 2 общинах делились одновременно с пашней, в остальных общинах — ежегодно. Лес в основном рубился ежегодно.
Общины арендовали вненадельную, преимущественно луговую землю. Домохозяева, имевшие арендную землю, составляли около 73 % всего числа домохозяев волости.

## Сельское хозяйство
Почва была супесчаная или песчаная, редко суглинистая. Луга были плохие, суходольные или болотистые. Лес больше дровяной, в 5 общинах был строевой, а в одной его вовсе не было. Крестьяне сажали рожь, гречиху и картофель, овёс не сеяли. Топили из собственных лесов дровами и сучьями, дрова покупали редко.

## Местные и отхожие промыслы
В 1885 году местными промыслами занимались 650 мужчин и 454 женщины. Из мужчин 365 гончары, 25 ткачей, 33 плотника, 19 пильщиков и древорубов, 16 человек строгают солому для спичек, 15 гонят дёготь, 41 торговец, 10 мастерков, 8 столяров, 6 кузнецов, 7 сапожников, 19 мастеровых и фабричных, остальные чернорабочие, сторожа, пастухи и пр. Из женщин 427 ткут нанку, 8 мотают бумагу, 3 работают на ткацких фабриках, 2 торговки, остальные работницы, кухарки и т. п. Многие собирают грибы и клюкву.
Отхожими промыслами занимались 416 мужчин и 34 женщины. Из мужчин 127 постоянных плотников и 178 временных (основным занятием которых было гончарное дело), 64 ткача на бумаго-ткацких и суконных фабриках. 13 литейщиков, 3 слесаря, 3 столяра, 3 сапожника и т. д. На заработки уходили в основном в Московскую губернию.

## Инфраструктура
В 1885 году в волости имелось 8 дегтярных заведений, 1 гончарное, 32 горна для обжигания горшков, 5 кузниц, 1 водяная и 4 ветряных мельниц, 1 сновальня, 1 красильное заведение, 2 маслобойни, 2 крупорушалки, 2 чайных лавки, 4 питейных и 2 трактирных заведения. Кроме того в волости был лесопильный завод, принадлежавший товариществу Егорьевской бумагопрядильной фабрики братьев Хлудовых. Школы имелись в деревне Семёновской при Волостном правлении, и в селе Дуброве.